# Гробенгеройт
Гробенгеройт (нем. Grobengereuth) — община в Германии, в земле Тюрингия. 
Входит в состав района Заале-Орла. Подчиняется управлению Оппург.  Население составляет 226 человек (на 31 декабря 2010 года). Занимает площадь 5,65 км².